# LiveMotion
LiveMotion est un logiciel de création de graphismes et des animations attrayantes pour le Web. Il permet de créer et d’exporter l'animation en tant que fichier SWF (flash).
Adobe annonce, le 6 mars 2000, la sortie sur le marché du logiciel LiveMotion. Le 15 novembre 2003, Adobe ne distribue plus LiveMotion 2. Depuis l'arrêt du support technique (31 mars 2004), il ne reste que la base de données « Support Knowledgebase » et les forums utilisateurs du site web Adobe pour recevoir une assistance technique.

## Fonctionnalités
Les fichiers Illustrator (.ai) et Photoshop (.psd) natifs peuvent être placés directement comme calque (ou couche) à titre de séquences d'images clés, d'objets composites ou de série d'objets indépendants.
Inspirée de Adobe After Effects la Timeline de LiveMotion est fondé sur les objets, et non sur les calques (ou couches). 
Les attributs : position, opacité, forme, rotation, échelle, couleur, effets spéciaux, texte, etc. de chaque objet peut être animé de façon indépendante et non destructive. 
Les attributs animés (les attributs d'animation) ou statiques peuvent être aisément modifier en tout temps directement dans la Timeline plutôt qu'avec une série de boîtes de dialogue.

### Points forts
- Gestion des formats vectoriel et bitmap de façon totalement transparente.
- Facilité de prise en main (interface utilisateur Adobe).
- Fonctionne en parfaite symbiose avec les produits Adobe Photoshop, Illustrator, GoLive (processeur graphique Adobe).
- outils de formage et de dessin vectorisés qui sont inspirés de Photoshop et d'Illustrator.
- outil LiveMotion Pen pour accéder aux courbes de Bézier d'un objet, et changer ou corriger des points d'ancrage individuels.
- Le Timeline fonctionne avec les tracés (objets), et non pas par des calques (ou couches).
- Format d’exportation: JPEG, PNG, GIF, SWF, SVG.